# Maxine Audley
Maxine Audley (Londres, 29 de abril de 1923 – Londres, 23 de julio de 1992) fue una actriz de teatro y cine británica. Hizo su debut profesional en el teatro profesional en julio de 1940 en el Teatro al Aire Libre. Audley actuó con la compañía Old Vic y la Royal Shakespeare Company muchas veces. Apareció en más de 20 películas, la primera de las cuales fue la adaptación de Anna Karenina en 1948.

## Biografía
Maxine Audley nació en Londres el 29 de abril de 1923. Sus padres fueron Henry Julius Hecht y Katherine Arkandy, una soprano de coloratura. Audley asistió a la Westonbirt School en Gloucestershire. Se formó para el escenario en la Tamara Daykharhanova School de Nueva York y en la London Mask Theatre School.
Audley se casó cuatro veces, con el pianista Leonard Cassini, con el gerente de la compañía Andrew Broughton, con Frederick Granville el empresario, con quien tuvo una hija, Deborah Jane, y con el actor nacido en Glasgow y Leo Maguire 1938-1992 (no confundir con el compositor irlandés del mismo nombre). Audley murió en Londres el 23 de julio de 1992.

## Etapas de trabajo
Audley hizo su primera aparición profesional en un escenario en julio de 1940, en el Teatro al Aire Libre (Regent's Park Open Air Theatre), en un papel no oficial en una producción del Sueño de una noche de verano. De 1940 a 1942, Audley actuó con compañías de repertorio en Tonbridge, Maidenhead y Birmingham. Volvió a actuar en el Teatro al Aire Libre en 1942 y 1943, apareciendo en papeles como Nerissa en "El mercader de Venecia" e Hippolyta en "El sueño de una noche de verano". Después de la Segunda Guerra Mundial, Audley realizó una gira con la compañía Old Vic en Arms and the Man e hizo su debut en el teatro del West End en el musical Carissima de 1948.
De 1948 a 1949, Audley actuó en teatro de repertorio en el Nottingham Playhouse. Al año siguiente, se unió a la compañía de lo que entonces se conoce como el Shakespeare Memorial Theatre, de gira por Alemania en los papeles de Goneril en "El Rey Lear", Mariana en "Medida por medida" y Úrsula en "Mucho ruido y pocas nueces". Audley continuó trabajando con esta compañía a lo largo de su carrera, apareciendo con ellos de nuevo para sus temporadas de 1955 y 1957. En la temporada de 1955, Audley apareció como Lady Macduff en "Macbeth",una actuación que fue elogiada por Kenneth Tynan por tener "un poder excepcional". Audley interpretó a Tamora en la producción de 1957 de Titus Andronicus, un papel que más tarde enumeraría como uno de sus favoritos, junto con Amanda en "Vidas privadas" y Blanche du Bois en "Un tranvía llamado deseo".
En 1961, Audley se unió a la compañía Old Vic, apareciendo como Constance en King John en el Royal Lyceum Theatre y el Old Vic. Al año siguiente, actuó con la Royal Shakespeare Company en el Festival de Edimburgo. Audley interpretó el papel de Marina, la concubina de un aristócrata, en la obra de Iris Murdoch The Servants and the Snow (1970). Trabajó con la Royal Shakespeare Company de nuevo en 1977, interpretando a Volumnia en "Coriolano", en Stratford y en el Teatro Aldwych. Otros lugares en los que Audley ha aparecido incluyen el Haymarket Theatre en 1963, el Palace Theatre, Watford en 1968 y el Warehouse Theatre en 1978.

## Trabajo de cine y televisión
Maxine Audley apareció en más de 20 películas, la primera de las cuales fue la adaptación de 1948 de Anna Karenina. [2] Luego apareció en The Prince and the Showgirl, A King in New York (1957), The Vikings, Dunkerque (1958) y Our Man in Havana en 1959. Al año siguiente intepretó el que posiblemente sea su papel más famoso en el cine, Mrs. Stephens en Peeping Tom. También apareció en The Trials of Oscar Wilde (1960) como Ada Leverson, The Battle of the Villa Fiorita (1965), Here We Go Round the Mulberry Bush (1968), House of Cards (1968), Frankenstein Must Be Destroyed, Sinful Davey, The Looking Glass War (1970) y Running Scared (1972). Sus apariciones en televisión incluyeron International Detective and Danger Man (1960), The Edgar Wallace Mysteries y Man at the Carlton Tower (1961), Great Expectations (1967), Mr. Rose (1967), The Adventures of Black Beauty (1972), Space: 1999 (1976) y las adaptaciones de miniserie de televisión de Zastrozzi: A Romance (1986) y A Ghost in Monte Carlo (1990).

## Filmografía
| Ano  | Título                             | Personaje              | Observaciones |
| ---- | ---------------------------------- | ---------------------- | ------------- |
| 1948 | Anna Karenina                      | Rol Menor              | No acreditada |
| 1954 | The Sleeping Tiger                 | Carol                  |               |
| 1957 | The Barretts of Wimpole Street     | Arabel Barrett         |               |
| 1957 | The Prince and the Showgirl        | Lady Sunningdale       |               |
| 1957 | A King in New York                 | Queen Irene            |               |
| 1958 | Dunkirk                            | Diana Foreman          |               |
| 1958 | The Vikings                        | Enid                   |               |
| 1959 | Our Man in Havana                  | Teresa                 |               |
| 1960 | Bluebeards Ten Honeymoons          | Cynthia                |               |
| 1960 | Peeping Tom                        | Mrs. Stephens          |               |
| 1960 | Hell Is a City                     | Julia Martineau        |               |
| 1960 | The Trials of Oscar Wilde          | Ada Leverson           |               |
| 1961 | Petticoat Pirates                  | Mary - Superintendent  |               |
| 1961 | Man at the Carlton Tower           | Lydia Daney            |               |
| 1962 | The Brain                          | Marion Fane            |               |
| 1963 | Ricochet                           | Yvonne Phipps          |               |
| 1964 | A Jolly Bad Fellow                 | Clarinda Bowles-Ottery |               |
| 1964 | Never Mention Murder               | Liz Teasdale           |               |
| 1965 | The Battle of the Villa Fiorita    | Charmian               |               |
| 1968 | Here We Go Round the Mulberry Bush | Mrs. Beauchamp         |               |
| 1968 | House of Cards                     | Mathilde Rosier        |               |
| 1969 | Sinful Davey                       | Duchess of Argyll      |               |
| 1969 | Frankenstein Must Be Destroyed     | Ella Brandt            |               |
| 1970 | The Looking Glass War              | Mrs. Leclerc           |               |
| 1972 | Running Scared                     | Mrs. Betancourt        |               |